# Festiwal Muzyki Organowej i Kameralnej im. Johannesa Brahmsa Non Sola Scripta
Festiwal Muzyki Organowej i Kameralnej im. Johannesa Brahmsa Non Sola Scripta (dawniej Wrocławskie Lato Organowe, Międzynarodowy Festiwal Organowy „Non Sola Scripta”) – seria koncertów muzyki organowej odbywająca się co roku we Wrocławiu od połowy lat 90. XX w., podczas których artyści łączą klasyczne utwory organowe z improwizacją.

## Historia festiwalu
Festiwal powstał w połowie lat 90. XX w. z inicjatywy dyrektora Impartu Tadeusza Płazy oraz organisty profesora Andrzeja Chorosińskiego.  Jego główną ideą jest prezentacja sztuki improwizacji nie tylko na organach, ale również na innych instrumentach oraz jej propagowanie do czego nawiązuje łacińska nazwa a zarazem motto festiwalu Non Sola Scripta, trawestacja odniesionej do muzyki zasady sola scriptura, w wolnym tłumaczeniu oznaczające „nie tylko to, co zapisane”. W 2019 roku odbyła się XXVI edycja, przed którą festiwal zyskał patrona niemieckiego kompozytora związanego z Wrocławiem, Johannesa Brahmsa.

## Muzyka
Podczas festiwalu wykonywana jest muzyka na organach skonstruowanych przez inż. Remigiusza Cynara z wykorzystaniem elementów instrumentu z Liceum Muzycznego zalanych podczas powodzi tysiąclecia, które są umieszczone na poziomie posadzki górnego kościoła, natomiast kontuar znajduje się na niewielkim podeście, co umożliwia obserwację organisty. Instrument ma 70 głosów. Organom towarzyszą instrumenty zarówno dęte jak i klawiszowe oraz niekiedy śpiew lub recytacja. Grane są kompozycje zarówno klasyczne na przykład Fryderyka Chopina, Johanna Sebastiana Bacha, Georga Händla, jak również współczesne Ennio Morricone, Wojciecha Kilara czy Krzesimira Dębskiego. Od 2019 roku w ramach zmiany formuły w program każdego koncertu została włączona muzyka patrona festiwalu Johannesa Brahmsa.

## Festiwal
Festiwal rozpoczyna się w ostatnią niedzielę czerwca lub pierwszą niedzielę lipca i kończy w ostatnią niedzielę sierpnia. Koncerty odbywają się w górnym kościele Świętego Krzyża kolegiaty Świętego Krzyża i św. Bartłomieja w każdą niedzielę o godzinie 19:00.